# Yoandry Urgellés
Yoandry Urgellés Cobas (28 de julho de 1981) é um jogador de beisebol cubano.

## Carreira
Yoandry Urgellés foi campeão olímpico nas Olimpíadas de 2004. Também consquistou medalha de prata nos Jogos Olímpicos de 2008.